# Racing Box
Le Racing Box est une écurie de sport automobile italienne.

## Histoire
Les locaux de l'écurie sont situés dans la ville de Novare, en Italie. La structure italienne œuvre dans la fabrication de camions semi-remorque pour diverses écuries automobile.

### Première saison en Le Mans Series dans la catégorie GT1 avec Oreca (2008)
En 2008, en Le Mans Series, le Racing Box engage une Saleen S7-R en partenariat avec Oreca.

### Début en LMP2, première victoire et participation aux 24 Heures du Mans (2009)
À la fin de 2008, l'écurie annonce qu'elle participera au championnat Le Mans Series, avec deux Lola B08/80 engagées dans la catégorie LMP2. Elles sont motorisées par Judd et pilotées par André Ceccato, Filippo Francioni et Ferdinando Geri sur la première voiture ; Andrea Piccini, Mike Hezemans et Matteo Bobbi, titré en championnat FIA GT en 2003, pilote la seconde Lola,,.
Aux mois de février et mars, avec Thomas Biagi, l'écurie effectue des tests la Lola sur la piste de Misano,,. Pour Luca Canni Ferrari, l'objectif est de découvrir la nouvelle voiture : « Le but de ces premiers essais était de familiariser le team avec notre nouvelle voiture. Je suis satisfait de ce premier contact, que ce soit de la part des pilotes ou de la Lola que nous venons juste de recevoir. Je suis très content car les pilotes ont eu immédiatement une bonne impression de l’auto qui a fait preuve d’une grande adaptabilité. Les pilotes, qu’ils viennent du monde des GT ou de celui des prototypes, ont été particulièrement impressionnés et ont apprécié l’appui aérodynamique de cette nouvelle voiture qui sera compétitive pour décrocher des podiums en 2009 ».
Lors des 1 000 kilomètres de Spa, la Lola no 29 est déclassée. L'écurie participe aux 24 Heures du Mans.
En parallèle, l'écurie dispute les 6 Heures de Vallelunga et réalise un doublé. Lors de cet événement, les Lola change de manufacturier pneumatiques en passant de Michelin à Pirelli.

### Troisième saison en Le Mans Series et nouvelle participation aux 24 Heures du Mans (2010)
En 2010, la Lola B08/80 abandonne sur panne d'essence aux 24 Heures du Mans.